# MATADOR (arma)
MATADOR  (Man-portable Anti-Tank, Anti-DOoR) es un cañón sin retroceso y un sistema antitanque portátil. El desarrollo comenzó en 2000 como una evolución del Panzerfaust  ligero Armbrust. El fabricante Dynamit Nobel Defense (DND) denomina al MATADOR RGW 90 (en inglés: recoilless grenade weapon / arma de granada sin retroceso).

## Antecedentes y desarrollo
Después del final de la Guerra Fría, disminuyó la importancia de la defensa antitanque en la adquisición de sistemas portátiles pesados. En lugar de ello cobraron importancia, especialmente a través del aumento de la guerra asimétrica, las armas que podían contener a los oponentes y luchar desde la cubierta, y eran ajustables de acuerdo con esas capacidades. Además, deberían poder ser atacados objetivos a más de 1000 metros de distancia, lo que hasta ese momento sólo era posible con misiles guiados relativamente pesados que debían ser operados por varios soldados. Por lo demás, estos misiles guiados tienen una importante zona refleja, lo que dificulta su uso desde habitaciones, y las cargas perfiladas más utilizadas tienen poco efecto en edificios y fortificaciones, ya que han sido optimizadas para una alta penetración puntual como el frente de un vehículo blindado de combate. Otro punto de crítica fueron los altos costos, especialmente para los misiles guiados Fire-and-Forget ("dispara y olvida"). Por lo tanto, se requería un arma ligera de largo alcance que pudiera ser operada por un soldado y equipada con varias ojivas.
Las Fuerzas Armadas de Singapur (SAF) y la Defence Science & Technology Agency (DSTA) desarrollaron el MATADOR junto con Dynamit Nobel Defense, una subsidiaria alemana de la empresa estatal israelí Rafael Advanced Defense Systems.

## Tecnología
El MATADOR es una de las armas más ligeras de su clase. La ojiva es efectiva contra blindaje de vehículos y objetivos blandos, así como contra mampostería.  El arma solo tiene un baja generación de calor en la parte trasera, lo que permite su uso en espacios reducidos. Es capaz de penetrar el blindaje de vehículos blindados y carros de combate ligeros. En el modo de desaceleración, la ojiva puede romper mampostería que es más fuerte que una pared de ladrillo doble, esto permite crear accesos en el combate urbano. El proyectil es en gran parte insensible al viento debido al motor de crucero que funciona continuamente.

### Ojiva
Dependiendo de la versión del MATADOR, la ojiva está diseñada como un antitanque de alto explosivo [High Explosive Anti Tank (HEAT)] de carga hueca contra objetivos blindados y en modo de cabeza de aplastamiento de alto explosivo (High Explosive Squash Head / HESH) contra fortificaciones.  En algunas versiones, se extrae un tubo espaciador para configurar el modo HEAT.

### Configuración del objetivo
Para lograr el rango de combate requerido de 1200 metros con una alta probabilidad de primer golpe de la ojiva, el RGW 90 instaló la mira de control de fuego Dynahawk, que tiene múltipless sensores y registra el ángulo de inclinación, el ángulo de peralte, la distancia del objetivo, el movimiento del objetivo y la temperatura de la munición. Los datos del objetivo se transmiten a la ojiva mediante la óptica incorporada y un telémetro láser. El Dynahawk es la única parte del arma que se reutiliza.

### Reducción de retroceso

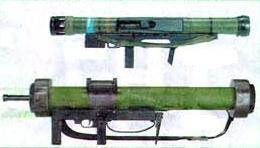
Comparación de la Armbrust (arriba) con el MATADOR

Similar al arma antitanque Armbrust (ballesta), el retroceso se reduce mediante un contrapeso. El contrapeso es plástico triturado que sale disparado por la parte trasera del arma cuando se dispara. Esta bola de plástico se ralentiza rápidamente por la resistencia del aire, por lo que el arma se puede utilizar en espacios reducidos (desde 15 m³) . La bola de plástico también equilibra el centro de gravedad.

## Variantes

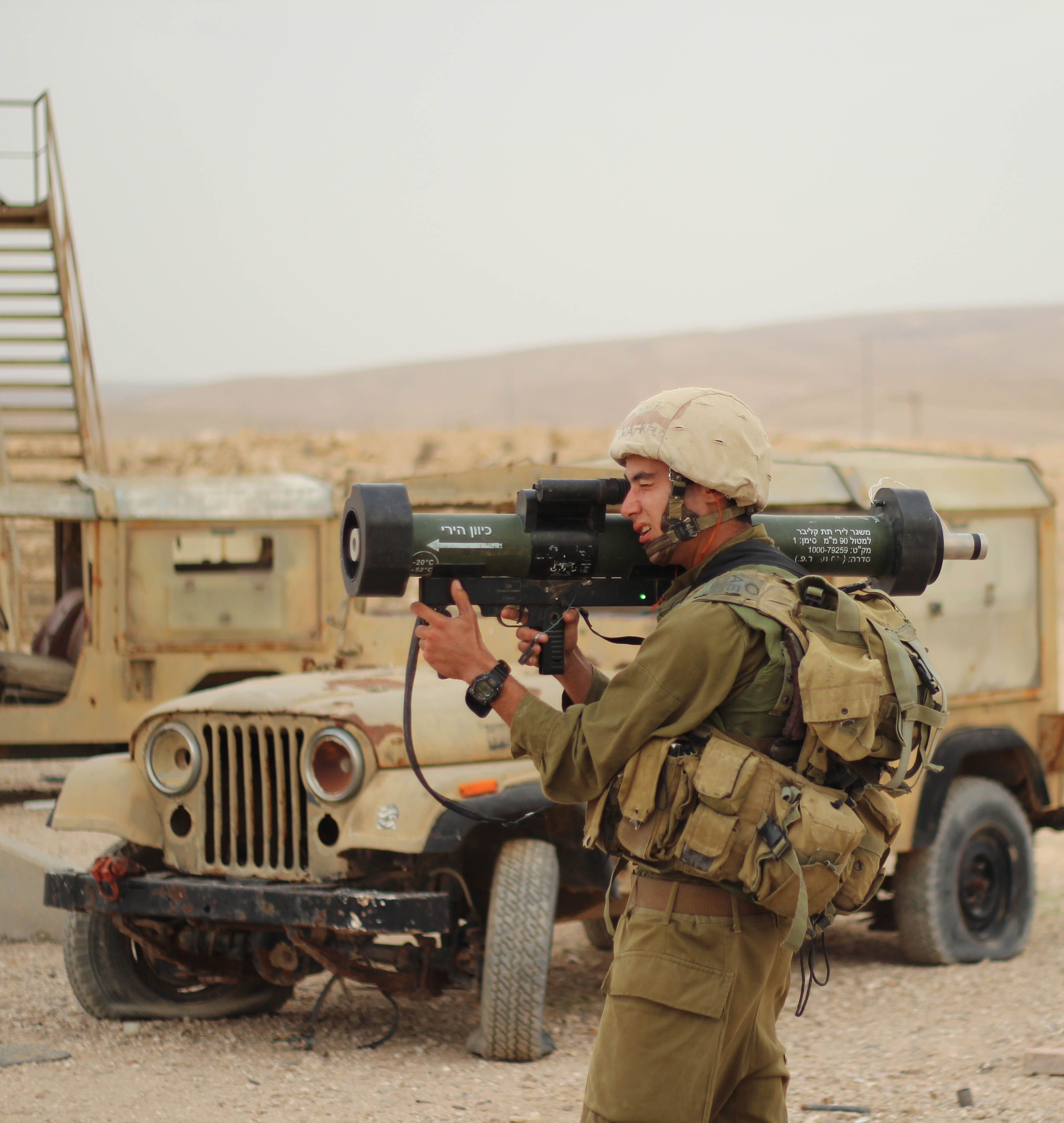
Soldado de las Fuerzas de Defensa de Israel con el MATADOR

Dynamit Nobel Defense desarrolló otras variantes principalmente como un arma antimaterial para el combate urbano.
El LRMP.(en inglés: Long Range Multi-Purpose, en español, Polivalente de largo alcance), también denominado Wirkmittel 90 (Agente activo 90), ofrece el mayor alcance de la familia MATADOR con una ojiva multipropósito. Puede ser usado a distancias de 20 a 1200 metros,  La ojiva altamente explosiva está encerrada en fragmentos preformados. Con él, los objetivos sin armadura y con armadura ligera pueden combatirse no solo con disparos directos sino también indirectos si el objetivo está a cubierto. Para hacer esto, la distancia al objetivo se mide antes de disparar y la ojiva programable se detona sobre el objetivo.
El Wirkmittel 90 es utilizado por la Bundeswehr como arma antitanque y antiinfantería. El arma de combate, que puede ser empleada también de noche, es lanzada desde el hombro por una sola persona y se utiliza para combatir objetivos blandos y semirrígidos, como pequeños grupos de infantería, vehículos blindados ligeros o fortificaciones de campaña, a distancias de combate de hasta 600 metros en un tiro directo o 1200 metros en el punto de explosión en el aire sobre la infantería. Se puede programar para que el cartucho explote sobre el objetivo o después del impacto y la penetración de la estructura del objetivo con un retraso, por ejemplo detrás de murallas y fortificaciones de campo. También se puede utilizar para iluminar el campo de batalla en el rango visible e infrarrojo y para cegar al enemigo con cartuchos de humo.La calculadora de control de fuego desmontable, consiste en  un telémetro láser y una calculadora de balística, y muestra la marca de retención calculada al tirador en la mira de control de fuego, junto con la marca de puntería láser, el alcance del objetivo y el error de peralte del objetivo.
Como tipos de munición pueden ser empleados los cartuchos explosivos MZ DM 11 contra objetivos no blindados, la munición antiestructura ASM DM22 contra objetivos blindados/fortificados, el cartucho de humo RP DM15, la iluminación del campo de batalla IR DM16 y el cartucho de prácticas DM18 para fines de entrenamiento. Detrás del cartucho hay un contrapeso que se atomiza hacia atrás cuando se dispara, lo que permite disparar sin retroceso, incluso desde espacios relativamente pequeños.
El Wirkmittel 90 tiene un calibre de 90 mm, un peso de 11 kg, una peso de proyectil de 3 kg, una longitud de 100 cm y una velocidad inicial de 200 metros por segundo.

### MATADOR-MP/-HH
El MATADOR-MP (en inglés: Multi-Purpose, en alemán: Mehrzweck) o MATADOR-HH (H EAT/ H ESH) es un arma multipropósito con una ojiva capaz de destruir una variedad de objetivos terrestres, desde vehículos blindados ligeros hasta posiciones fortificadas y muros de casas. La ojiva detecta automáticamente si el objetivo es "duro" o "blando" y se ajusta en consecuencia. Una ayuda de reconocimiento de objetivos, que permite una alta probabilidad de primer golpe e incluye una mira réflex y un telémetro láser, se puede conectar a un riel Picatinny en el arma. La distancia mínima de combate es de 14 metros, rango efectivo son 500 metros. 

### MATADOR-WB
El MATADOR-WB (en inglés: Wall-Breaching), en alemán: mauerbrechend) es un arma especializada que puede perforar un agujero del tamaño de un hombre en la pared de una casa. Esto se logra mediante un anillo de partículas explosivas, que preperfora la mampostería y luego la sobrepresión de la carga empuja la pieza de pared hacia afuera. La distancia mínima de combate es de 20 m, el alcance efectivo es de 120 m.

### MATADOR-AS
El MATADOR-AS.(en inglés: Anti-Structure, en alemán: Anti-Struktur) puede ser utilizado con una ojiva en tándem de dos fases. La primera carga produce un orificio pequeño en la estructura (por ejemplo un muro). En el modo ratonera, la ronda de seguimiento explota en ese orificio, creando una gran abertura a través de la cual un soldado puede ingresar al edificio. En el modo explosión, la carga de seguimiento explota dentro del edificio. El MATADOR-AS también puede destruir vehículos blindados ligeros.  Esta versión será ordenada por el Cuerpo de Marines de los Estados Unidos.  La distancia mínima de combate es de 10 m, el alcance efectivo es de 400 m. 

### Otros componentes
Otros componentes empleables son la niebla de camuflaje impermeable al infrarrojo, que se puede usar para distraer al enemigo y marcar objetivos, una iluminación del campo de batalla en el rango infrarrojo, que solo se puede ver con el dispositivo de visión nocturna apropiado, así como con fines de entrenamiento y para disparos de advertencia, con efectos flash y bang.

### RGW 60
Como versión más ligera, basada en el Panzerfaust 3 calibre 60, se desarrolló otra familia de armas. Debido a la adaptación del calibre de la ojiva al calibre del tubo, se hizo posible retraer la ojiva en el tubo, reduciendo el peso a 6 kg y la longitud a 900 mm podría reducirse. Las propiedades y posibles combinaciones son comparables a las del RGW 90. La distancia de combate es entre 15 y 300 metros. Las versiones disponibles son la RGW 60 HEAT (High Explosive Anti Tank) con ojiva de carga perfilada, el RGW 60 HEAT-MP (Multi Purpose), que también se puede usar contra posiciones parcialmente endurecidas, y RGW 60 HESH (High Explosive Squash Head), que puede atacar objetivos estructurales como mampostería o búnkeres más pequeños. 

## Distribución
- Alemania: Alemania: Para la Bundeswehr se introdujo el RGW 90 con el dispositivo de destino "Dynahawk". En 2012, se ordenaron inicialmente 1000 RGW 90 AS ajustables, como parte del "requisito operativo inmediato" para ISAF. En 2017, el RGW 90 LRMP inicialmente solo se introdujo como Wirkmittel 90 para el KSK eingeführt. Posteriormente se decidió adquirir el Wirkmittel 90 también para otras unidades. No se sabe hasta que punto el Carl Gustav pueda ser reemplazado por este sistema.
- Israel: Israel Defense Forces.
- Suiza: Suiza: Fuerzas Armadas Suizas, la adquisición del RGW-90 HH fue decidida con el programa de armamento de 2016
- Singapur: Sustituto del Armbrust para las Fuerzas Armadas de Singapur.
- Eslovenia: Fuerzas Armadas de Eslovenia, empleado en la versión RGW 90.
- Ucrania: las Fuerzas Armadas de Ucrania compraron luego de la invasión rusa de Ucrania en marzo de 2022,  5100 MATADOR RGW90 HH. 2650 de ellos llegaron a Ucrania en marzo, otros 2450 fueron anunciados para entrega. El precio total de 25 millones de euros corresponde a un precio por unidad de unos 4900 euros.
- Vietnam: Utilizado por la armada y el ejército.

## Empleo

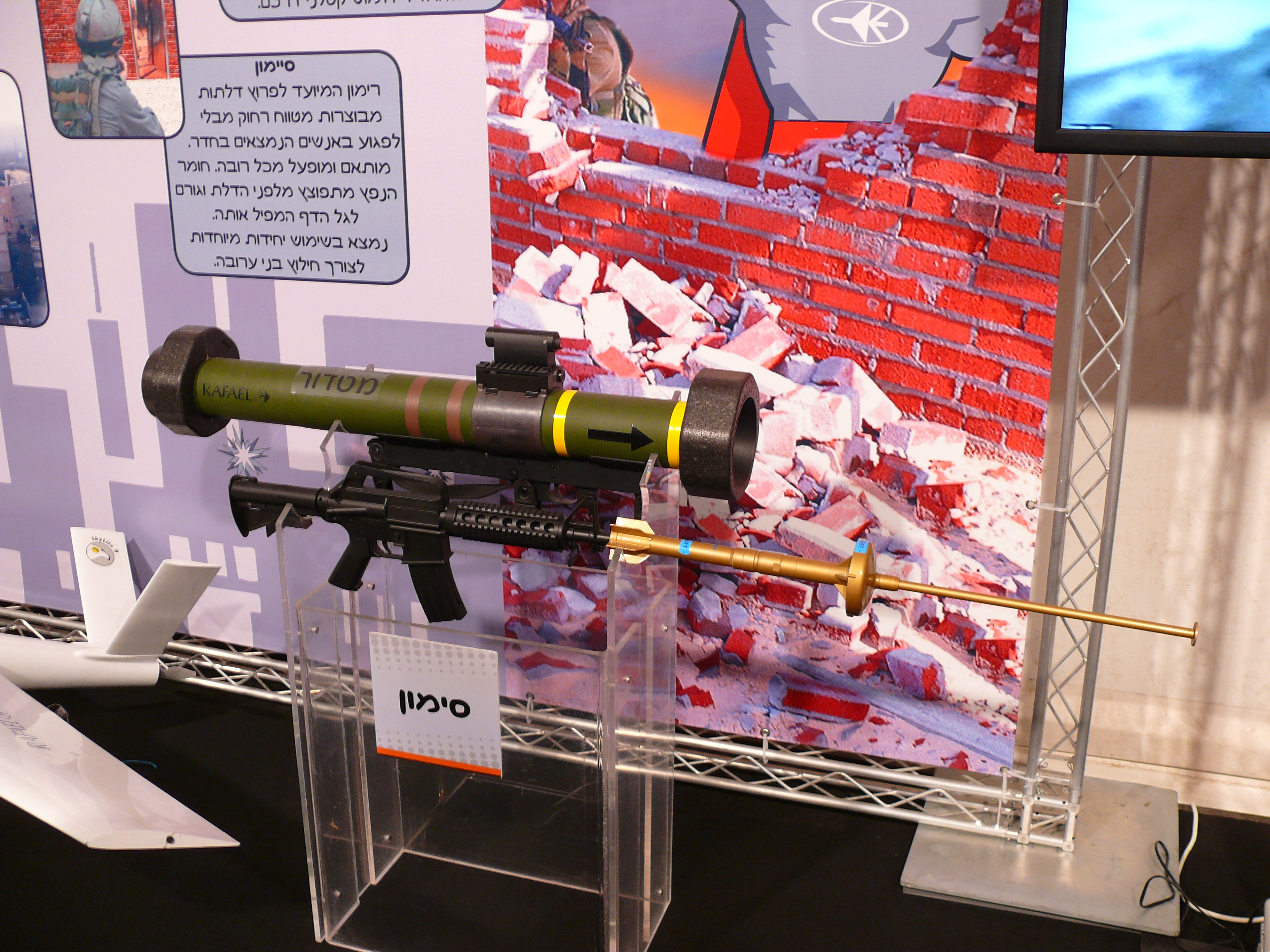
MATADOR (arriba) y SIMON (abajo), ambos pueden ser usados para crear aberturas en combate urbano.

El MATADOR-WB fue utilizado por primera vez en enero de 2009 por las Fuerzas de Defensa de Israel en combate urbano durante la Operación Plomo Fundido en la Franja de Gaza. Las  tropas ucranianas los usan para defender a Ucrania contra la invasión rusa.